# مرقد ومسجد الشيخ معصوم
مرقد ومسجد الشيخ معصوم وهو من مساجد العراق التاريخية الأثرية القديمة التي بنيت في عهد الدولة العثمانية، وتم تشييدهُ من مادة الطين واللبن، وسمي بهذا الاسم نسبة إلى الشيخ معصوم صاحب المرقد الذي أوقف أرضاً بمساحة 500 دونم وجعل ريعها للمسجد، ويقع وسط قرية معصوم بين مدينتي الطوز وتكريت.
ويلاحظ إن معظم مباني قرية معصوم قديمة وتراثية ومبنية من الطين، وتم تهديم المرقد والمسجد حالياً ولم يبقى منهُ سوى الأطلال.